# Los hermanos gemelos
Los hermanos gemelos (título original en alemán, Die Zwillingsbrüder) es un singspiel (a veces descrito también como una farsa con canto, Posse mit Gesang en alemán) en un acto con música de Franz Schubert y libreto de Georg Ernst von Hoffmann. Se estrenó en el Kärntnertortheater de Viena el 14 de junio de 1820.
Hofman basó el libreto en el vodevil francés de 1818 Les deux Valentin (Los dos Valentines) por Marc-Antoine Madeleine Désaugiers y Michel-Joseph Gentil de Chavagnac (1770-1846).
Los hermanos gemelos, como las restantes obras operísticas de Schubert, tuvo un éxito limitado tanto al inicio de la obra como a lo largo del tiempo. Los críticos atribuyen esto a la debilidad del libreto así como a una falta de coherencia entre la ligereza del tema y la refinada naturaleza de la música de Schubert. En esta obra, la música de Schubert a menudo se acerca al estilo mozartiano, evocando por ejemplo La flauta mágica.

## Personajes
| Personaje                | Tesitura   | Reparto del estreno               |
| ------------------------ | ---------- | --------------------------------- |
| Der Schultze             | bajo       | Josef Gottdank                    |
| Lieschen, su hija        | Soprano    | Elizabeth (Betty) Vio (Spitzeder) |
| Anton                    | Tenor      | Viktor Rosenfeld                  |
| Notario                  | Bajo       | Sebastian Mayer                   |
| Franz / Friedrich Spiess | Bajo       | Johann Michael Vogl               |
| Campesinos               | Coro mixto |                                   |